# Annemarie Gottfried-Frost
Annemarie Gottfried-Frost (auch: Annemarie Gottfried; * 10. März 1924 in Bad Schwalbach im Taunus als Annemarie Frost; † 6. Mai 2022 in Eckelshausen) war eine deutsche bildende Künstlerin, Kulturschaffende und Gründerin des Kulturzentrums Schartenhof in Eckelshausen im Hessischen Hinterland, in dem das internationale Kammermusikfestival Eckelshausener Musiktage und das Marionettentheater Schartenhof von ihr initiiert wurden und beheimatet sind.

## Leben
Annemarie Gottfried wuchs zwischen 1925 und 1935 in Biedenkopf und von 1935 bis 1938 in Pforzheim auf. Nach einer Ausbildung zur Säuglingsschwester in Düsseldorf war sie bis 1942 als Schwester in Mainz tätig. Ab 1942 arbeitete sie auf Schloss Elmau, wo sie Künstlern wie Eugen Roth, Tibor Varga und Paul Alverdes begegnete. Nach einer Flucht aus Litauen, wo sie als Kinderschwester und -pflegerin tätig war, erlebte sie den Verlust der beiden Brüder im Juni 1944 und im Oktober 1944 und das Kriegsende in München 1945 sowie die Befreiung des Konzentrationslagers Dachau.
Im Mai 1945 begann sie mit dem Aufbau einer kleinen Puppenwerkstatt in Biedenkopf. 1948 heiratete sie den Musiker Heinz Gottfried. Nachdem die handgefertigten Puppen gegen die industriell gefertigte Massenware chancenlos waren, begann Annemarie Gottfried 1951 ihre künstlerische Ausbildung an der Akademie für bildende Kunst in Düsseldorf und gründete 1952 ein Atelier für Werbepuppen mit Sitz in Biedenkopf und Düsseldorf. Ab 1956 wurden hier Werbe- und Trachtenpuppen für nationale und internationale Kunden hergestellt, internationale Ausstellungen der Künstlerpuppen folgten.

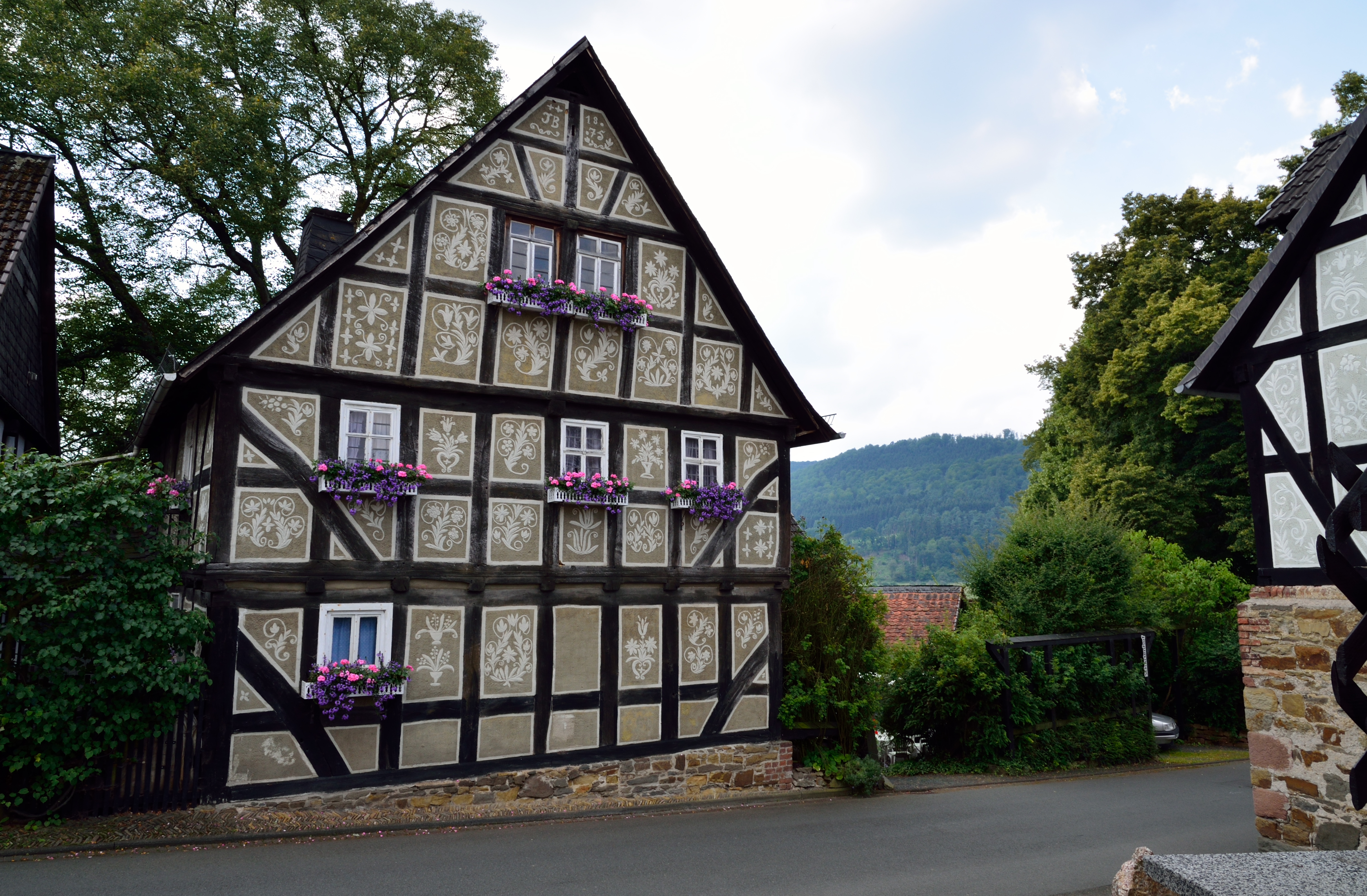
Gebäudeteil des Schartenhofs in Eckelshausen

1970 begann Annemarie Gottfried die Sanierung des 300 Jahre alten Schartenhofes, eines hessischen Fachwerkgehöfts in Biedenkopf-Eckelshausen, und ab 1981 dessen schrittweisen Ausbau zum Kulturzentrum.
1978 starb ihr Mann Heinz Gottfried, mit dem sie eine Tochter hatte.
Am 27. September 1986 wurden die Eckelshausener Musiktage mit einem ersten Konzert im Schartenhof aus der Taufe gehoben, 1987 dauerten sie erstmals eine Woche und finden seitdem jährlich in Eckelshausen und anderen Veranstaltungsorten der Umgebung statt. 1997 gründete Annemarie Gottfried mit Jugendlichen im Alter zwischen 16 und 23 Jahren das Marionettentheater Schartenhof, das in Zusammenarbeit mit dem Wiener Regisseur Max Wichtl Opern einstudiert und zur Aufführung bringt.
Im Schartenhof finden regelmäßig Ausstellungen, Konzerte und weitere Veranstaltungen statt. Jährlich im Dezember werden 24 beleuchtete kleine Stuben eines Adventskalenderhauses mit thematisch wechselnden Puppenszenen ausgestattet. Annemarie Gottfried war ehrenamtlich in Stadt und Land für zahlreiche Organisationen tätig.

## Werk

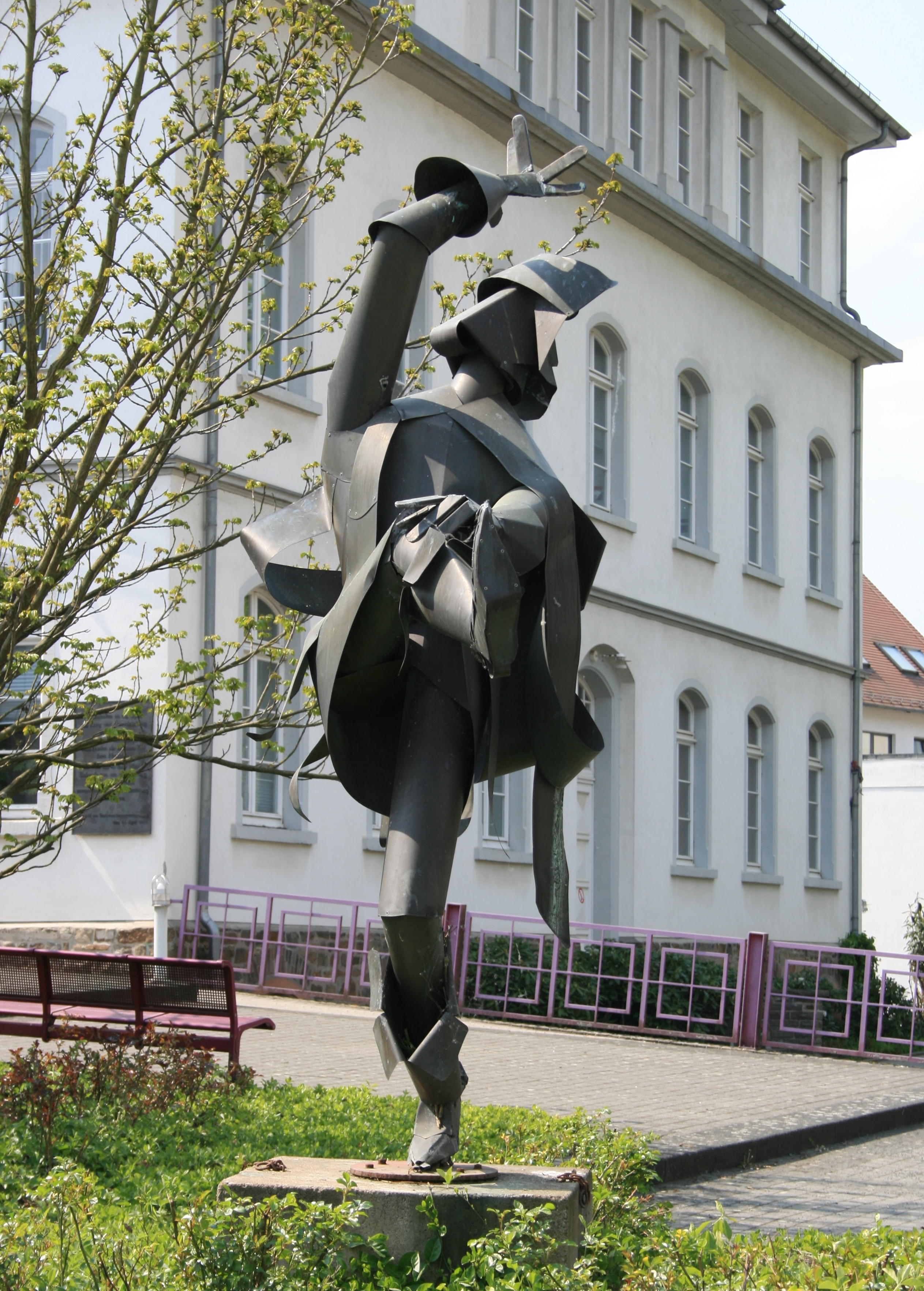
„Troubadour“ vor dem Rathaus Biedenkopf

Als Künstlerin fertigte Annemarie Gottfried Puppen, Figuren und Skulpturen. Nachdem zunächst in der Nachkriegszeit handwerklich gefertigte Stoffpuppen im Mittelpunkt ihres Schaffens standen, wechselte der Werkstoff der Puppen ab 1952 hin zu Kautschuk und Filz, die in teils großen Auflagen von Hand hergestellt wurden. Als Material für ihre figürlichen Arbeiten verwendete sie Textil und Metall, ab 1988 entstanden insbesondere Papierskulpturen in allen Größen. Ihr „Troubadour“ war das Modell für eine große Kupferskulptur, die zuerst vor der Erlenmühle, dann vor dem Rathaus Biedenkopf aufgestellt wurde. Ab ihrem 80. Lebensjahr widmete sich Gottfried intensiv der Bronzeplastik. Ihre Werke wurden in zahlreichen Ausstellungen im In- und Ausland gezeigt.

## Ehrungen
Die kulturelle Arbeit von Annemarie Gottfried-Frost wurde 1990 mit dem Otto-Ubbelohde-Preis für herausragende kulturelle Leistungen des Landkreises Marburg-Biedenkopf gewürdigt. 2003 wurde ihr das Bundesverdienstkreuz (1. Klasse) der Bundesrepublik Deutschland verliehen. Am 22. Februar 2019 wurde Gottfried-Frost vom hessischen Ministerpräsidenten der Hessische Verdienstorden verliehen. Die Überreichung erfolgte an ihrem 95. Geburtstag.